# Linoproductus
Linoproductus is een geslacht van uitgestorven armpotigen dat voorkwam van het Vroeg-Carboon tot het Perm. 

## Beschrijving
Deze 2,5 centimeter lange articulate armpotige kenmerkt zich door een zeer lange steelklep, bij de slotrand en bij de tamelijk gebogen spits dikwijls gerimpeld. De voorkant is platter. De schelp bevat duidelijke en bochtige ribben, waarschijnlijk ook stekels.

## Soorten
- L. achunowensis † Stepanov 1948
- L. antonioi † Verna & Angiolini 2011
- L. caima † Chen et al. 2004
- L. cambodgensis † Termier & Termier 1970
- L. capillatus † Zhan 1979
- L. cora † d’Orbigny 1842
- L. decorus † Li 1986
- L. delicatus † Cooper & Grant 1975
- L. derbyi † Mendes 1959
- L. distortus † Hoare 1960
- L. dorotheevi † Fredericks 1932
- L. duanwuensis † Hu & Jin 1982
- L. echinatus † Hoare 1960
- L. elongata † Yang & Ding 1962
- L. fujianensis † Wang et al. 1982
- L. kaseti † Grant 1976
- L. kentrometopon † Gauri 1965
- L. kharaulakhensis † Fredericks 1915
- L. limatus † Zavodovski 1960
- L. lineatus † Waagen 1884
- L. lutkewitschi † Stepanov 1936
- L. meniscus † Dunbar & Condra 1932
- L. nasutus † King 1931
- L. neffedievi † Verneuil 1845
- L. oklahomae † Dunbar & Condra 1932
- L. ovalis † Ivanov 1935
- L. pigrami † Archbold 1981
- L. planata † Jin & Liao 1974
- L. planiventralis † Hoare 1960
- L. pollex † Waterhouse 1966
- L. popowi † Zavodovski 1968
- L. prattenianus † Norwood & Pratten 1855
- L. rhiphaeus † Stepanov 1952
- L. rugiformis † Lee & Gu 1980
- L. shabulengensis † Lee & Gu 1980
- L. simensis † Tschernyschew 1902
- L. superba † Reed 1944
- L. tenuistriatus † Verneuili 1845
- L. tingriensis † Jin 1976
- L. transcaucasicus † Kotlyar 1989
- L. triangularis † Licharew 1937
- Productus (Linoproductus) lahuseni † Licharew 1913